# Sawinski
Sawinski (russisch Савинский) ist eine Siedlung städtischen Typs in Nordwestrussland. Sie gehört zur Oblast Archangelsk und hat 7661 Einwohner (Stand 14. Oktober 2010).

## Geographie
Sawinski liegt etwa 180 km südlich der Oblasthauptstadt Archangelsk. Es  befindet sich im Rajon Plessezk und liegt etwa 26 km von dessen Zentrum Plessezk entfernt. Die Siedlung liegt am Fluss Jemza, einem Nebenfluss der Nördlichen Dwina.

## Geschichte
Im Jahr 1961 erhielt Sawinski den Status einer städtischen Siedlung.

### Einwohnerentwicklung
Die folgende Übersicht zeigt die Entwicklung der Einwohnerzahlen von Sawinski.
| Jahr | Einwohner |
| ---- | --------- |
| 1970 | 9.516     |
| 1979 | 12.490    |
| 1989 | 11.544    |
| 2002 | 7.887     |
| 2010 | 7.661     |

Anmerkung: Volkszählungsdaten

## Wirtschaft und Infrastruktur
Sawinski befindet sich etwa zehn Kilometer von der Eisenbahnstation Scheleksa entfernt, welche eine Station der Nordeisenbahn auf der Strecke Konoscha–Plessezk–Archangelsk ist.
In Sawinski befinden sich unter anderem Betriebe der Zement-, Schiefer- und Stahlproduktion, sowie ein Forstwirtschaftsbetrieb.

## Söhne und Töchter der Stadt
- Alexander Schochin (* 1951), Politiker
- Andrei Palkin (* 1958), Politiker[2][3]